# Maurois Communal Cemetery
Maurois Communal Cemetery is een Britse militaire begraafplaats gelegen in de Franse plaats Maurois (Noorderdepartement). De begraafplaats wordt onderhouden door de Commonwealth War Graves Commission.
De begraafplaats telt 78 geïdentificeerde Gemenebest graven uit de Eerste Wereldoorlog.